# Враголан (лист 1871)
Враголан (лист, 1871) – лист за шалу и сатиру – излазио је четири пута месечно, од 1. јула 1871 до 26. августа 1872. године. 

## О часопису
Издавач и одговорни уредник био је Михаило Ј. Никетић, са уредништвом смештеним у његовој кући. Штампала га је штампарија Н. Стефановића и дружине. 
Око овог листа окупљали су се социјалисти које су се тада звали и комунци – Милован Глишић, Ђура Јакшић, Светозар Марковић, Љубен Каравелов, Добросав Ружић, Пера Тодоровић, Светислав Вуловић. Програм листа био је исти као и званичног органа социјалиста Раденика, те су најчешће полемисали са режимским листовима Видовданом и Ружом. На мети напада, кроз текстове и карикатуре били су уредник Руже, Михајло Ћелешевић и његови истомишљеници, Михаило Розен, Матија Бан, Ђорђе Малетић и др. 
Милан Кујунџић Абердар је писао о овом листу: „Кад нестаде Решета, појавио се у Београду Враголан, по књижевној вредности далеко изнад Решета. У њему већ наилазимо на шаљиво изношење на видело врло озбиљних ствари, често и преко границе, за одбрану свог програма, те га је и сам Раденик опомињао.“ Због антирежимских натписа већ број 4/1871 био је заплењен. Имао је и касније доста цензурисаних бројева: бр. 13, 14 и 16 у првој години излажења. 

## Карикатуре
Пример писане карикатуре – „кратки опис чувеног Ћелеша“: „Преставите себи човека омалена средња како хоћете, са главом дебелом великом – као тиквом – или: „глава му је као чутура. А нос расцветан.“/ Одмах ћете видети кога цртамо. Познаћете чувеног уредника изр`гане баба Руже...“
Карикатура „Ћелешева борба“ приказује уредника Руже, а испод је штампана „Ода“ овом режимском уреднику: „Пред буретом Ћелеш седи, црвен као рак, у руци му чаша вина, прави напредњак, а у руци чаша пива, баш је бешењак...“
Чувена је карикатура Ћелешевића, где је он приказан поред бурета на коме пише „Дупли мерцен“ са криглом у десној руци. За похабан шешир му је заденут цвет руже (алузија на часопис), а на стомаку тј. прслуку пише „Србија“ (Ћелешу пуца прслук за земљу коју по сваку цену намерава да увуче у рат против Турске!). Није сигурно да је аутор карикатуре Ђура Јакшић, мада се види да је дело доброг сликара. Али његови су стихови: 
„Са златом те глупи росе, а ти опет – гад. У недри те луди носе, а ти сама смрад...
Ни мориса, ни бодљика, то је чудан рад! Од личине бар је лика, а од тебе – смрад!“ 

## Афоризми
Рубрика „Шта је добро?“ садржи и овај афоризам:
„Добро је, кад човек гута српске жеље, а честитке му стижу са свих страна“ – казаће Ћелеш, ком је грло од „српских жеља“ масно.“
Афоризми из рубрике „Чујем“:
„Чујем, да је Ружа једва сад учинила нешто паметно у свом животу, што престаје“.
„Чујем, да Ћелешевић опет хоће и даље да продужи издавање Руже и ако је она већ одавно прецветала. – Тако ли се реч држи?!“
Афоризми из рубрике „Политички сановник“:
„Ко сни Враголана, значи да ће млого посла имати са судом и полицијом,“ као алузија на тежак положај листа због строге цензуре.
Осим владе, Враголан је критиковао и попове.
Гурмански афоризми: „Поредак при једењу иде од тешких јела ка лакима“; „Поредак при пићу иде од лаких ка тешкима“.
Аутори афоризама су углавном били Милован Глишић и Доброслав Ружић.
После обустављања листа Враголан, социјалисти су 1872. године покренули нови „Лист за сатиру и књижевност“ - Врзино коло, око овог листа окупили су се и они који су писали у Враголану, онако како су то већ радили, критикујући стање у земљи.